# Johan Hultman (bildhuggare)
Johan Hultman, född 1700, död i april 1763 i Stockholm, var en svensk konstnär, modellör, bildhuggare och konstsamlare.
Hultman utförde 1752 verket Den upphöjde kopparormen i Skellefteå landsförsamlings kyrka i Västerbotten. För Nordmalings kyrka i Ångermanland målade han två tavlor som placerades vid sidan av altarfönstret samt en mindre framställning av Nattvardens instiftande. Hultman omnämns som konstsamlare men på grund av en konkurs 1761 tvingades han avyttra sin konstsamling. 